# Comic Rex
Monthly Comic Rex (月刊Comic REX?, Gekkan Comic REX) è una rivista giapponese mensile di manga shōnen pubblicata dalla Ichijinsha. Il primo numero è uscito il 9 dicembre 2005. I volumi tankōbon dei manga serializzati su di essa vengono tutti pubblicati sotto l'etichetta Rex Comics. La rivista di manga yonkoma Manga 4koma Kings Palette è invece una vecchia edizione speciale del Comic Rex, poi diventata indipendente.

## Alcune serie pubblicate
- 30-sai no hoken taiiku
- Black Sweep Sisters
- Boku ga Josō shite Hīte mitara Baresō na Ken
- Bus Gamer
- Cynthia The Mission
- Dear Emily...
- Eden*
- Eru Eru Sister
- Sekaiju no meikyū II: rokka no shōjo
- Kaii Ikasama Hakuran Tei
- Gakuen Tengoku Paradoxia
- Gau Gau Wāta
- Gene Cha!
- Gyakushū! Pappara-tai
- Hand×Red
- Himegoto
- Himena Kamena
- Jū Ten!
- Jūsho Mitei
- Kamiari
- Kannagi: Crazy Shrine Maidens
  - Kanpachi: Crazy Seriola Dumerili
  - Yuripachi: Loose a Morning-star Lily (Yuru Yuri & Kanpachi)
- Kare to Kanojo no Kyōkaisen
- Kigyō Sentai Salary Man
- Kuroji Tabiki: Chaos Aisle
- Little Busters! Kudryavka Noumi
- Long Riders!
- Masamune-kun no revenge
- Meikyū Gai Rondo: Hareta Hi ni wa Tsurugi o Motte.
- Memeru-san no Shitsuji
- Miss Bernard said.
- Mitgura
- Mugen Ryōiki
- Na Na Ki!!
- Okusama ga seitokaichō!
- Onii-chan wa oshimai!
- Onigokko
- Oni Hime
- Ore to Maid to Tokidoki Okan
- Ore Yachō Kansatsuki
- Orichalcum Reycal Duo
- Reverend D
- Rin-chan now
- Roripo Unlimited
- Sei Kai Ibun
- Senran Kagura -Guren no Uroboros-
- Shirasuna-mura
- Shiritsu Sairyō Kōkō Chōnōryoku-bu
- Shōnen Blanky Jet
- Sōkai Kessen
- SoltyRei: Aka no Shukujo
- Soul Gadget Radiant
- Tadashii Kokka Tsukurikata.
- Take Moon
- Tales of Legendia
- Tanakaha
- THE IDOLM@STER
- THE iDOLM@STER relations
- The Ode to the Esperides
- The Wizard of Battlefield
- Totsugeki! Papparatai
- Touhou Bōgetsushō: Silent Sinner in Blue
- Tsuki to Otakara
- Twinkle Saber Nova
- Hōkago no Pleiades: Prism Palette
- Sekai seifuku: bōryaku no Zvezda
- Yatogame-chan kansatsu nikki
- Yes Lolita! but Father?